# Iglesia de las Agustinas (Santiago de Chile)
La Iglesia de las Agustinas, también conocida como la Antigua Iglesia de las Agustinas, es un templo católico y Monumento Histórico Nacional ubicado en el casco histórico de Santiago de Chile.
La iglesia debe su nombre a las Monjas Agustinas de la Orden de San Agustín, quienes fundaron su convento en este lugar en agosto de 1573, marcando así el inicio de la primera institución religiosa femenina en el país. La edificación actual fue completada en 1871 y sirvió como la capilla principal del extenso convento, que abarcaba más de 40.000 metros cuadrados, siendo un destacado centro de actividad religiosa, económica, cultural e histórica de Chile.Es este convento el que dio origen al nombre de la calle Agustinas. 
A finales del siglo XIX, y debido al desarrollo urbano de Santiago, las monjas decidieron erigir un nuevo monasterio en las afueras de la ciudad. En 1913, las monjas y la Orden donaron la iglesia y el convento al Arzobispado de Santiago y se trasladaron su nueva residencia, el actual Monasterio de las Agustinas de la Limpia Concepción en Providencia.
En la actualidad, de aquel convento histórico solo sobrevive la iglesia y en sus terrenos se han construido importantes hitos patrimoniales de la capital como el Edificio de la Bolsa de Comercio de Santiago, el Edificio del Club de la Unión, el Edificio del Banco de Santiago, el Edificio Ariztía, y el Paseo Nueva York y Bario La Bolsa, y el Edificio del Banco del Estado (Moneda 1000).
El recto del templo es Monseñor Cristián Caro Cordero.

## Antecedentes históricos
El convento de las Agustinas fue fundado en el siglo XVI, exactamente en 1573. Entre 1647 y 1730 se produjeron sismos que destruyeron la iglesia.
En 1857 se colocó la primera piedra de la actual iglesia, cuyo arquitecto fue Eusebio Chelli. Los primeros actos litúrgicos se iniciaron en 1871, y en 1888 fue consagrado por el Arzobispo de Santiago Monseñor Mariano Casanova. En 1875 se instaló el órgano Walcker Orgelbau, considerado un instrumento notable en su género.
El edificio sufrió daños con los terremotos de 1906 y 1927, por lo que se reforzaron el arco toral y el coronamiento con hormigón armado. En 1912 las religiosas Agustinas dejaron este convento y se trasladaron al monasterio actual, ubicado en Avda. Vicuña Mackenna entre Santa Isabel y Marín. La iglesia pasó al Arzobispado de Santiago, y es atendida por la Pastoral de Empleados.
La iglesia fue declarada Monumento Histórico en 1977. El terremoto de 1985 produjo daños en muchos sectores, por lo que el templo debió ser cerrado para su reparación. Los trabajos de restauración finalizaron en 1990.

## Antecedentes arquitectónicos
La iglesia posee una arquitectura neoclásica, que floreció en el siglo XIX, correspondiendo a un estilo neorrenacentista de estilo paladiano. La planta está compuesta de tres naves, donde la central tiene mayor altura que las laterales, las cuales se encuentran separadas por arcos compuestos por varios serlianos. En la fachada principal se destacan cuatro columnas de orden corintio que sostienen un frontón recto. Cuenta con dos torres bajas en ambos extremos de ellas.